# Barry Watson
Michael Barrett Watson (Míchigan, 23 de abril de 1974) más conocido como Barry Watson, es un actor estadounidense, más conocido por sus roles de Matt Camden en 7th Heaven, Brian Davis en What About Brian y Todd en Samantha Who?.

## Biografía
Watson nació en Traverse, Míchigan. Su familia se mudó a Dallas, Texas cuando él tenía 8 años; y unos años más tarde consiguió un trabajo de modelo. Cuando tuvo 15 años, se mudó a Burbank, California, encontrando un trabajo en la ópera llamada Días de Nuestras Vidas. Luego, volvió a Texas en donde se graduó de la Secundaria Richardson en 1992.
Cuando cumplió 19, Watson volvió de nuevo a Los Ángeles, donde trabajó en el estacionamiento en el nightclub La casa del Blues, más adelante tuvo un papel de menor importancia en la serie Malibu Shores.
Watson interpretó a Brian Davis en What About Brian (serie de la cadena ABC) entre abril de 2006 - marzo de 2007.

## Vida personal
En mayo de 2002, se le diagnosticó la Enfermedad de Hodgkin, por lo cual tuvo un receso en la serie 7th Heaven por el tiempo que tomara su tratamiento; en abril de 2003, en el capítulo 150 reapareció en la misma.
Estuvo casado con Laura Payne-Gabriel desde 1996 hasta 2002.
Él y Tracy Hutson, tuvieron a su primer hijo, Oliver, el 2 de mayo de 2005. Barry y Tracy se casaron el 14 de julio de 2006. Su segundo hijo, Felix, nació el 13 de noviembre de 2007. Se divorciaron en 2011.
Barry se casó con Natasha Gregson Wagner en 2015. El 5 de junio de 2012 nació su hija Clover Clementyne Watson.

## Filmografía
| Películas  | Películas                        | Películas                     | Películas                                                                  |
| Año        | Film                             | Rol                           | Notas                                                                      |
| ---------- | -------------------------------- | ----------------------------- | -------------------------------------------------------------------------- |
| 1999       | Teaching Mrs. Tingle             | Luke Churner                  | MTV Movie Awards (nominado) Teen Choice Awards (nominado)                  |
| 2001       | When Strangers Appear            | Jack Barrett                  |                                                                            |
| 2001       | Ocean's Eleven                   | El Mismo                      |                                                                            |
| 2002       | Sorority Boys                    | Dave/Daisy                    | Teen Choice Awards (nominado)                                              |
| 2004       | Love on the Side                 | Jeff Sweeney                  |                                                                            |
| 2005       | Boogeyman                        | Tim                           |                                                                            |
| 2008       | Poison Ivy 4: The Secret Society | Stewart                       |                                                                            |
| 2011       | My Future Boyfriend              | Pax                           |                                                                            |
| 2011       | El Chateau Meroux                | Chris                         |                                                                            |
| 2019       | A Dog's Way Home                 | Gavin                         |                                                                            |
| Televisión |                                  |                               |                                                                            |
| Año        | Título                           | Rol                           | Notas                                                                      |
| 1990       | Days of our Lives                | Randy                         |                                                                            |
| 1993       | Attack of the 50 Foot Woman      | Teen Boy                      | Película para la TV HBO                                                    |
| 1994       | The Nanny                        | Greg                          |                                                                            |
| 1995       | Sister, Sister                   | Barney                        |                                                                            |
| 1996       | Baywatch                         | Thomas Edward 'Cowboy' O'Hara |                                                                            |
| 1996       | Co-Ed Call Girl                  | Jack Collins                  | Película para la TV CBS                                                    |
| 1996       | Nash Bridges                     | Trent                         |                                                                            |
| 1996       | Malibú Shores                    | Seth                          |                                                                            |
| 1996–2006  | 7th Heaven                       | Matt Camden                   | Teen Choice Awards (2 nominaciones) (1 gana) Young Artist Award (nominado) |
| 2006–2007  | What About Brian                 | Brian Davis                   |                                                                            |
| 2007–2009  | Samantha Who?                    | Todd Deepler                  | Teen Choice Award (nominado)                                               |
| 2012       | Gossip Girl                      | Steven Spence                 |                                                                            |
| 2012       | Kiss at Pine Lake                | Luke                          | País de origen Canadá                                                      |